# Малки-Цалим
Малки-Цалим (болг. Малки Цалим) — село в Благоевградской области Болгарии. Входит в состав общины Сандански. Находится примерно в 8 км к северо-востоку от центра города Сандански и примерно в 51 км к юго-востоку от центра города Благоевград. По данным переписи населения 2011 года, в селе  проживало 9 человек, преобладающая национальность — болгары.

## Население
| Год     | 1934 | 1946 | 1956 | 1965 | 1975 | 1985 | 1992 | 2001 | 2011 |
| ------- | ---- | ---- | ---- | ---- | ---- | ---- | ---- | ---- | ---- |
| Жителей | 174  | 190  | 184  | 115  | 34   | 30   | 24   | 20   | 9    |

|  |